# Pyromaia propinqua
Pyromaia propinqua is een krabbensoort uit de familie van de Inachoididae. De wetenschappelijke naam van de soort is voor het eerst geldig gepubliceerd in 1940 door Chace.